# Adolf Grahn

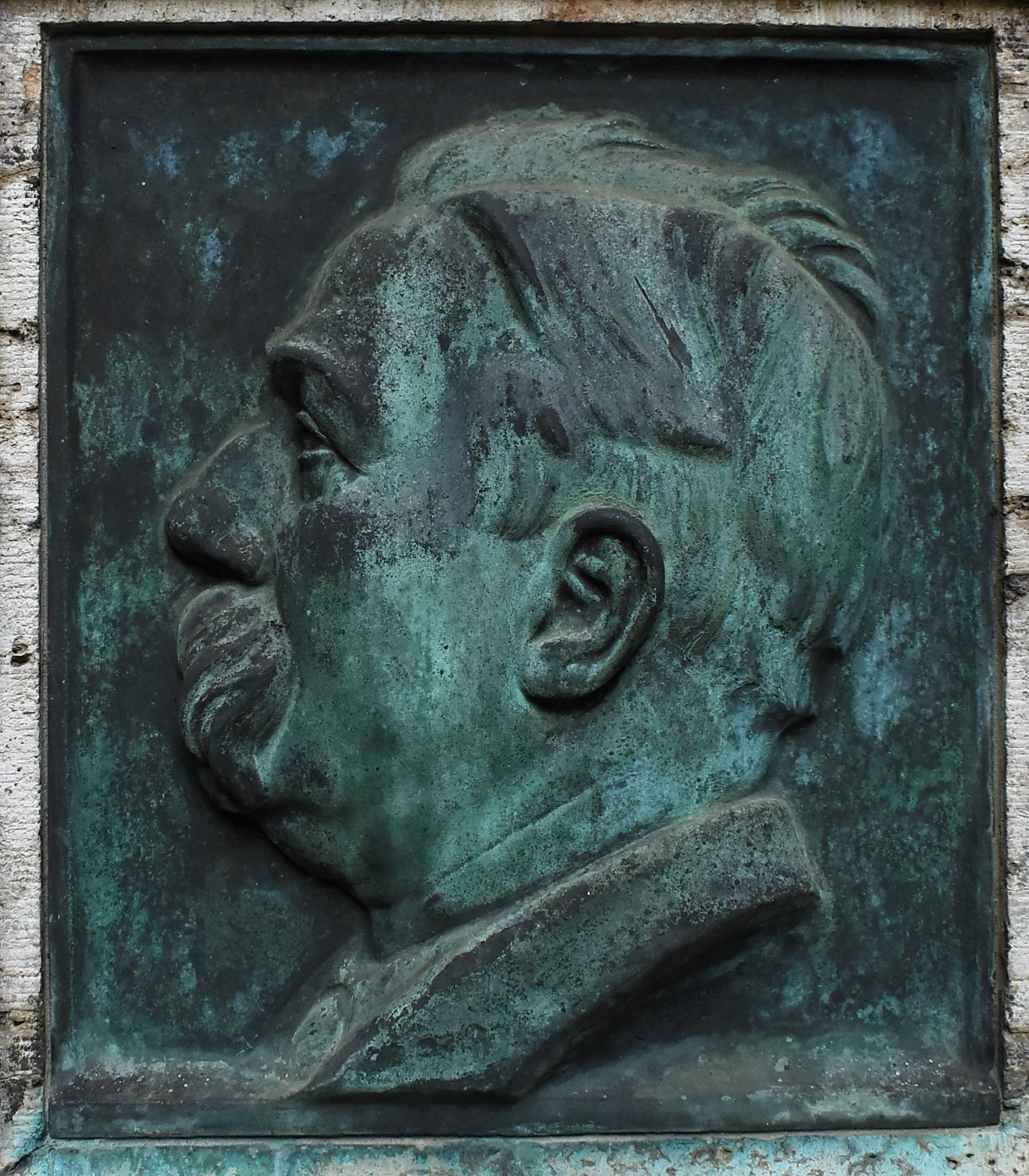
Porträt von Adolf Grahn auf seinem Grabmal auf dem Stadtfriedhof Engesohde

Adolf Grahn (* 23. Juli 1841 in Hannover; † 2. September 1916 ebenda) war ein deutscher Kaufmann, Sportfunktionär und Turnwart. Der „Turnvater“ beeinflusste über Jahrzehnte das Turnen in Niedersachsen und gilt mit 36-jähriger Amtszeit als der am längsten amtierende niedersächsische Turnführer.

## Leben

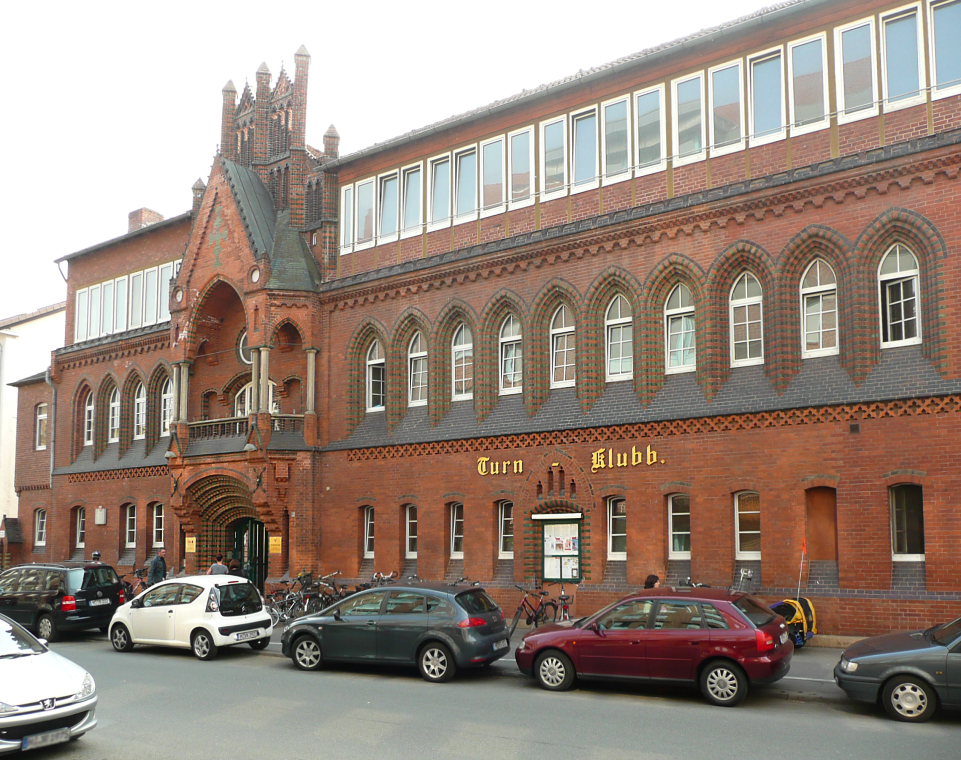
Die Halle des Turn-Klubbs zu Hannover in der Maschstraße wurde im Deutschen Kaiserreich Mittelpunkt turnfachlicher Ausbildung

Adolf Grahn war der Sohn eines Polizeidirektors. Nach dem Besuch der Höheren Bürgerschule begann er seine Laufbahn – noch zur Zeit des Königreichs Hannover – 1857 in der Hannoverschen Baumwollspinnerei und -weberei. Aus der dortigen, sicheren beruflichen Stellung heraus und ohne eigene Familie konnte Grahn seine gesamte Freizeit der Turnerei widmen. 1861 wurde er Mitglied des Turn-Klubbs zu Hannover (TKH), ab 1867 war er Turnwart. Laut dem Adressbuch der Stadt Hannover von 1868 wohnte Grahn zu dieser Zeit in der Schillerstraße 16 II.
Seine Tätigkeit als Turnlehrer musste Grahn aufgrund eines Gehörleidens nach 23 Jahren aufgeben.
Nach der Ausrufung des Deutschen Kaiserreichs hatte Adolf Grahn von 1875 bis 1911 den Vorsitz („Kreisvertreter“) über den „VI. Turnkreis Hannover-Braunschweig“ inne. Unter seiner Leitung begann die Ausbildung von Turnlehrern und Vorturnern, begannen regelmäßige „Vorturnschulungen“ in der Halle des TKH, die damit zum „Mittelpunkt der turnfachlichen Ausbildung des gesamten Turnkreises“ wurde. Zu seinem 25-jährigen Dienstjubiläum als Kreisvertreter stiftete Grahn 2500 Mark für eine Unfallkasse.
1911 trat Grahn von seinem Sportamt zurück. Er starb zur Zeit des Ersten Weltkrieges 1916.

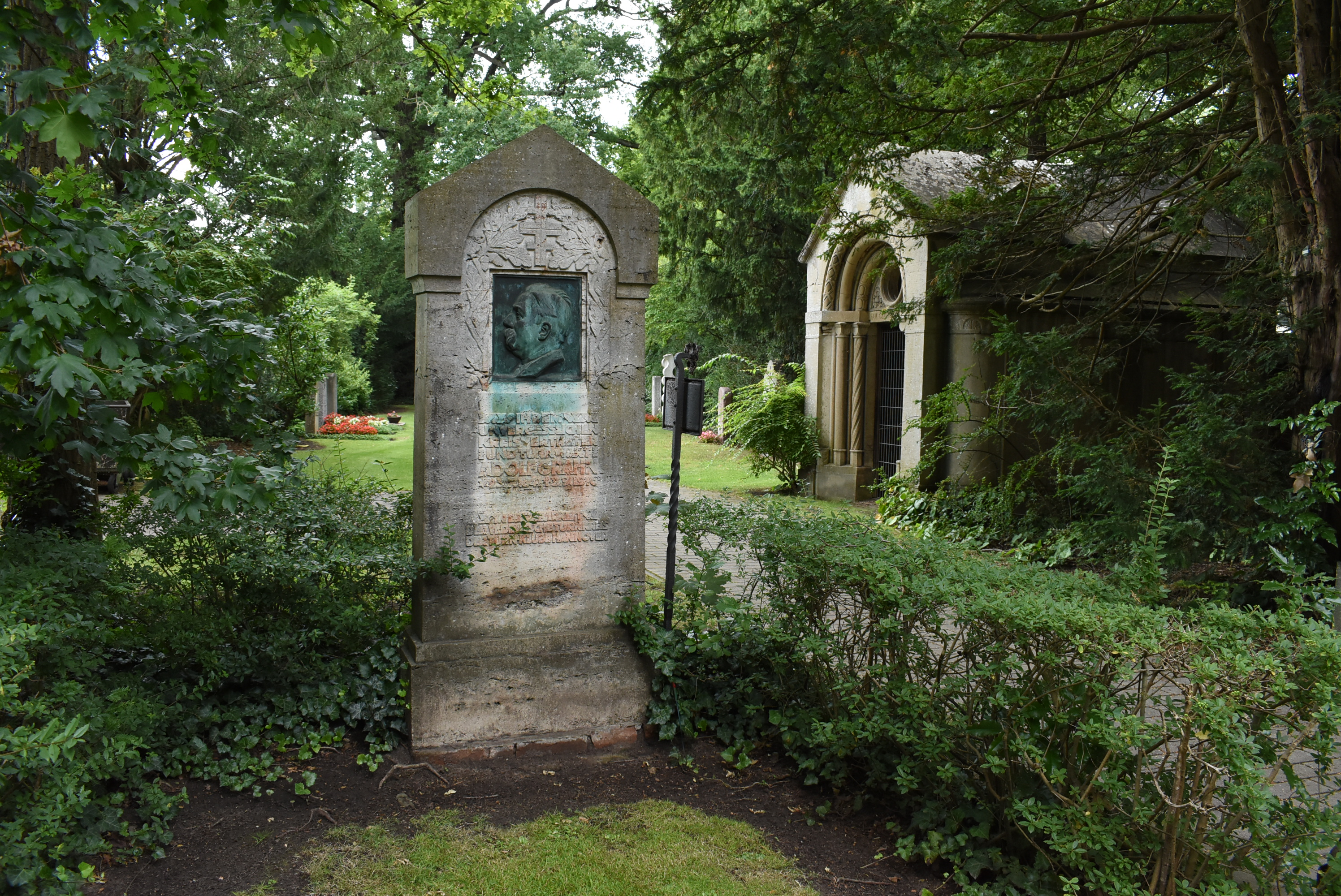
Grabmal (Nr. D-40E-33) von Adolf Grahn auf dem Stadtfriedhof Engesohde

## Ehrungen
- Ein Teil der 1894 angelegten Spittastraße im hannoverschen Stadtteil Vahrenwald wurde 1937 umbenannt in Grahnstraße.[6]
- 1988 wurde Adolf Grahn in das „Ehrenportal“ des Niedersächsischen Instituts für Sportgeschichte (NISH) aufgenommen.[3]